# Marienlyst-Stadion
Das Marienlyst-Stadion ist ein Fußball- und Bandystadion in der norwegischen Stadt und Kommune Drammen. Drammen liegt im Süden Norwegens etwa 40 Kilometer südwestlich von Oslo in der Fylke Buskerud.

## Geschichte
Seit 1967 nutzt die ortsansässige Fußballverein Strømsgodset IF die 1924 eröffnete Spielstätte. Außerdem tragen die beiden unterklassigen Vereine SBK Drafn und SBK Skiold ihre Fußballspiele aus. Darüber hinaus ist das Stadion die sportliche Heimat der Bandy-Mannschaft von Drammen Bandy. Bandy ist ein Vorläufer des Eishockeys, der mit einem Ball gespielt wird. Das Stadion wird auch Gamle Gress (deutsch Altes Gras) genannt und hat heute 8935 Plätze. Gleich neben der Anlage liegt die Mehrzweckhalle Drammenshallen mit ca. 5000 Plätzen.
Im Winter 1971/72 wurde auf der Längsseite des Platzes eine neue Tribüne errichtet. Im Jahr 1996 erneuerte man den 67 Jahre alten Spielfeldrasen. Die alte Holztribüne wurde 2001/02 abgerissen und eine neue Haupttribüne errichtet. Im Juni 2007 beschloss der Stadtrat von Drammen das Stadion umzubauen. Im November 2007 begann man damit, den Naturrasen aus dem Stadion zu entfernen und durch einen Kunstrasen zu ersetzen. Unter dem Kunstgras sind 82 km Rohrleitung verlegt. Es wurden 3000 m³ Erdreich ausgehoben und mit der gleichen Menge Blähtonkugeln aufgefüllt. Auf einer Isolierschicht ist dann der Kunstrasen verlegt. Im Winter lässt sich die 100 × 64 Meter große Spielfläche in eine Eisfläche verwandeln; der Rasen ist aber auch beheizbar. Das Jahr über finden Fußballspiele statt und im Winter wird dann auf dem Eis Bandy gespielt.
Es gab Pläne ein neues Stadion zu bauen, die im Juni 2009 veröffentlicht wurden. Der Verein und die Stadt konnten sich aber nicht bei der Finanzierung des Projektes einigen und so kam für dieses Vorhaben im November des Jahres das Aus. Die Stadt bot finanzielle Mittel, um das Marienlyst-Stadion den Anforderungen des norwegischen Verbandes NFF anzupassen.